# Rivière Chaumonot
Rivière Chaumonot är ett vattendrag i Kanada.   Det ligger i provinsen Québec, i den sydöstra delen av landet, 300 km nordost om huvudstaden Ottawa. Rivière Chaumonot ligger vid sjön Lac Tourouvre.
I omgivningarna runt Rivière Chaumonot växer i huvudsak blandskog. Trakten runt Rivière Chaumonot är nära nog obefolkad, med mindre än två invånare per kvadratkilometer.